# Mike Enzi
Michael Bradley Enzi (1 de fevereiro de 1944 – 26 de julho de 2021) foi um político e contador americano, que serviu como senador por Wyoming de 1997 a 2021. 

## Infância e carreira
Nasceu em Bremerton, em Washington, é filho de Elmer Jacob Enzi e Dorothy M. Bradley, Após o retorno de seu pai do serviço militar, sua família mudou-se para Thermopolis, no Wyoming, frequentou a escola primária em Thermopolis e graduou-se Sheridan High School em 1962. Foi escoteiro do Boy Scouts of America e lá ganhou o Prêmio Distinguished.
Enzi recebeu um diploma em Ciências Contábeis pela Universidade George Washington em Washington, D.C. no ano de 1966, recebeu um MBA em Marketing de Varejo pela Universidade de Denver, no Colorado em 1968. Ele também serviu na Guarda Nacional Aérea do Wyoming antre 1967-1973. Em 7 de junho de 1969, Enzi casou-se com Diana Buckley, o casal tem duas filhas, Amy e Emily, e um filho, Brad. 
Enzi foi eleito para a Câmara dos Deputados Wyoming em 1986, exercendo o cargo entre 1987 a 1991. De 1991 a 1996 foi membro do Senado de Wyoming. Entre 1997 e 2021 foi senador pelo Wyoming.
Morreu em 26 de julho de 2021, aos 77 anos de idade, devido a ferimentos causados em um acidente de bicicleta.